# بوسطن العامة (مسلسل)
بوسطن العامة (بالإنجليزية: Boston Public)‏ مسلسل تلفزيوني أمريكي من تأليف [[ديفيد إ. كيلي]] وإنتاج شبكة فوكس التلفزيونية وعرض في الفترة من أكتوبر 2000 حتى يناير 2004 . تدور أحداث المسلسل حول مدرسة ثانوية خيالية في مدينة بوسطن بولاية ماساتشوستس . يرصد المسلسل حياة أعضاء الهيئدة الإدارية والتعليمية والطلاب مع اختلاف شخصياتهم .

## الشخصيات
| الممثل(ة)      | الشخصية         | السنوات   |
| جوي سلوتنك     | ميلتون بوتل     | 2000-2001 |
| جيري ريان      | روني كوك        | 2001-2004 |
| جيسالين جيلسيغ | لورين ديفيز     | 2000-2002 |
| رشيدة جونز     | لويزا فين       | 2000-2002 |
| جون أبراهامز   | زاك فيشر        | 2002-2003 |
| جوي ماكينتاير  | كولين فلين      | 2002-2003 |
| أنتوني هيلد    | سكوت جوبر       | 2000-2004 |
| مايكل رابابورت | داني هانسون     | 2001-2004 |
| تشاينا تشافيرز | بروك هاربر      | 2001-2003 |
| شاي مكبرايد    | ستيفن هاربر     | 2000-2004 |
| لوريتا ديفين   | مارلا هبندريكس  | 2000-2004 |
| كارا ديليزيا   | مارسي كيندول    | 2002-2003 |
| فيوش فينكل     | هارفي ليبتشولتز | 2000-2004 |
| كاثي بيكر      | ميريديث بيترز   | 2001-2002 |
| توماس مكارثي   | كيفين ريلي      | 2000-2001 |
| نيكي كات       | هاري سينات      | 2000-2002 |
| شارون ليال     | ماريلين سودور   | 2000-2004 |
| ناتاليا بارون  | كارمين توريس    | 2003-2004 |
| ميشيل موناغان  | كيمبرلي وودز    | 2002-2003 |
| -------------- | --------------- | --------- |

## جوائز المسلسل
| السنة | المهرجان               | الجائزة                                 | الحاصل عليها |
| 2001  | مهرجان إيمي            | أفضل إخراج من كاميرا واحدة              | بول إيدس     |
| 2001  | مهرجان الصورة          | أفضل ممثلة مساندة في مسلسل درامي        | لوريتا ديفين |
| 2001  | مهرجان شاين            | أفضل مسلسل درامي                        | المسلسل      |
| 2003  | مهرجان الرقص الأمريكي  | أفضل مصمم رقصات                         | جوزف مالون   |
| 2003  | مهرجان الصورة          | أفضل ممثلة مساندة في مسلسل درامي        | لوريتا ديفين |
| 2004  | مهرجان غلاد للإعلام    | أفضل مسلسل من دون وجود شخصية شاذ        | المسلسل      |
| 2004  | مهرجان الصورة          | أفضل ممثلة مساندة في مسلسل درامي        | لوريتا ديفين |
| 2004  | مهرجان الممثلين الصغار | أفضل ممثل طفل ضيف شرف في مسلسل تلفزيوني | توماس دكر    |
| ----- | ---------------------- | --------------------------------------- | ------------ |

## روابط خارجية
- بوسطن العامة على موقع IMDb (الإنجليزية)
- بوسطن العامة على موقع ميتاكريتيك (الإنجليزية)
- بوسطن العامة على موقع روتن توميتوز (الإنجليزية)
- بوسطن العامة على موقع كينوبويسك (الروسية)
- بوسطن العامة على موقع ألو سيني (الفرنسية)
- بوسطن العامة على موقع قاعدة بيانات الفيلم (الإنجليزية)